# Simone Behringer
Simone Behringer (12 marzo 1976) è un'ex sciatrice alpina tedesca.

## Biografia
La Behringer, originaria di Wieden, in Coppa del Mondo esordì il 21 novembre 1996 a Park City in slalom gigante, senza completare la prova, ottenne il miglior piazzamento il 10 marzo 2000 a Sestriere in slalom speciale (28ª) e prese per l'ultima volta il via il 18 febbraio 2001 a Garmisch-Partenkirchen nella medesima specialità, senza completare la prova. Si ritirò al termine di quella stessa stagione 2000-2001 e la sua ultima gara fu lo slalom speciale dei Campionati tedeschi 2001, disputato il 25 marzo a Garmisch-Partenkirchen e non completato dalla Behringer; non prese parte a rassegne olimpiche o iridate.

## Palmarès

### Coppa del Mondo
- Miglior piazzamento in classifica generale: 122ª nel 2000

### Coppa Europa
- Miglior piazzamento in classifica generale: 50ª nel 1999

### Nor-Am Cup
- Miglior piazzamento in classifica generale: 27ª nel 2000
- 3 podi (dati dalla stagione 1994-1995):
  - 2 vittorie
  - 1 terzo posto

#### Nor-Am Cup - vittorie
| Data             | Località                 | Paese       | Specialità |
| ---------------- | ------------------------ | ----------- | ---------- |
| 1º dicembre 1996 | Winter Park/Beaver Creek | Stati Uniti | GS         |
| 23 novembre 1999 | Breckenridge             | Stati Uniti | GS         |

Legenda:

GS = slalom gigante

### South American Cup
- 1 podio (dati dalla stagione 1994-1995):
  - 1 terzo posto

### Campionati tedeschi
- 1 medaglia (dati dalla stagione 1994-1995):
  - 1 argento (slalom speciale nel 2000)